# Dominic Thiem
Dominic Thiem (IPA: [ˈdɔmɪnɪk ˈtiːm]; Wiener Neustadt, 3 settembre 1993) è un ex tennista austriaco.
Considerato uno dei migliori tennisti austriaci di tutti i tempi, nonché uno dei migliori al mondo della sua generazione, in carriera ha vinto 17 titoli ATP in singolare e ha raggiunto la 3ª posizione del ranking il 2 marzo 2020. Nelle prove del Grande Slam vanta la vittoria agli US Open 2020, con la quale è diventato il primo tennista nato negli anni novanta ad aver vinto un titolo Major. Inoltre ha raggiunto altre tre finali: due al Roland Garros (2018, 2019) e una agli Australian Open nel 2020. Nel 2019 e nel 2020 è stato inoltre finalista alle ATP Finals
A causa di problemi alla prostata, dolori al polso insorti nel 2021 e altri disturbi fisici, il 10 maggio 2024 annuncia il ritiro.

## Carriera

### Juniores
Gioca nell'ITF Junior Circuit tra il 2008 e il 2011 e vince in totale undici tornei in singolare e tre in doppio. Nel gennaio 2011 sale al 2º posto mondiale, che resterà il suo miglior ranking di categoria. Nel giugno successivo ottiene il suo miglior risultato nelle prove juniores del Grande Slam con la finale raggiunta al Roland Garros, nella quale viene sconfitto da Bjorn Fratangelo. Chiude l'esperienza juniores in dicembre vincendo il prestigioso Orange Bowl, unico titolo conquistato in un torneo di Grade A, e disputa anche la finale in doppio.

### 2010-2012, inizi da professionista e primi titoli ITF
Fa il suo esordio tra i professionisti nell'agosto 2010 con una vittoria al primo turno del Challenger di Kitzbühel. Impegnato nel circuito juniores, nel primo periodo gioca saltuariamente e nell'agosto 2011 debutta nel circuito ATP con una wild-card di nuovo a Kitzbühel, dove viene eliminato al primo turno. In ottobre vince il primo incontro nel circuito maggiore all'ATP 250 di Vienna sconfiggendo l'ex nº 1 del mondo Thomas Muster, ormai prossimo al ritiro. In questo periodo inizia a giocare con maggiore frequenza tra i professionisti e in novembre disputa la sua prima finale al torneo ITF Turkey F31, persa in tre set contro Stefan Seifert. Nel gennaio 2012 alza il primo trofeo da professionista vincendo il titolo in doppio al torneo ITF Israel F3. A maggio conquista il primo titolo in singolare con il successo nella finale del Czech Republic F1 sul connazionale Marc Rath per 6-2, 6-4 e si impone anche nella finale del doppio. A ottobre raggiunge per la prima volta i quarti di finale in un torneo Challenger all'Open de Rennes e al successivo torneo ATP di Vienna sconfigge per la prima volta un top 100 del ranking, il nº 51 Lukáš Lacko. Grazie ai due titoli ITF conquistati in Marocco chiude la stagione alla 309ª posizione mondiale, nuovo best ranking.

### 2013, primi titoli Challenger e quarti di finale ATP, 121º nel ranking mondiale
Nella prima parte del 2013 è impegnato in prevalenza nel circuito ITF e in aprile vince il titolo al Croatia F6. A fine luglio riceve una wild card per il tabellone principale del torneo ATP 250 di Kitzbühel e arriva per la prima volta ai quarti di finale nel circuito maggiore in virtù dei successi su Andrej Kuznecov e sul nº 34 ATP Jürgen Melzer, prima di essere eliminato da Albert Montañés. Continua a risalire la classifica con il titolo vinto all'Italy F22 – ultimo torneo giocato nel circuito ITF – ed entra nella top 200 dopo la prima finale raggiunta in un torneo Challenger a Como, persa in tre set contro Pablo Carreño Busta. A settembre conquista il primo titolo Challenger a Kenitra grazie al ritiro in finale di Tejmuraz Gabašvili; il mese successivo disputa di nuovo un quarto di finale di un torneo ATP a Vienna e viene sconfitto dal nº 8 del mondo Jo-Wilfried Tsonga al tie-break del set decisivo. In novembre sconfigge Potito Starace in finale al Challenger di Casablanca e si porta alla 121ª posizione mondiale, nuovo best ranking.

### 2014, prima finale ATP e 36º nel ranking

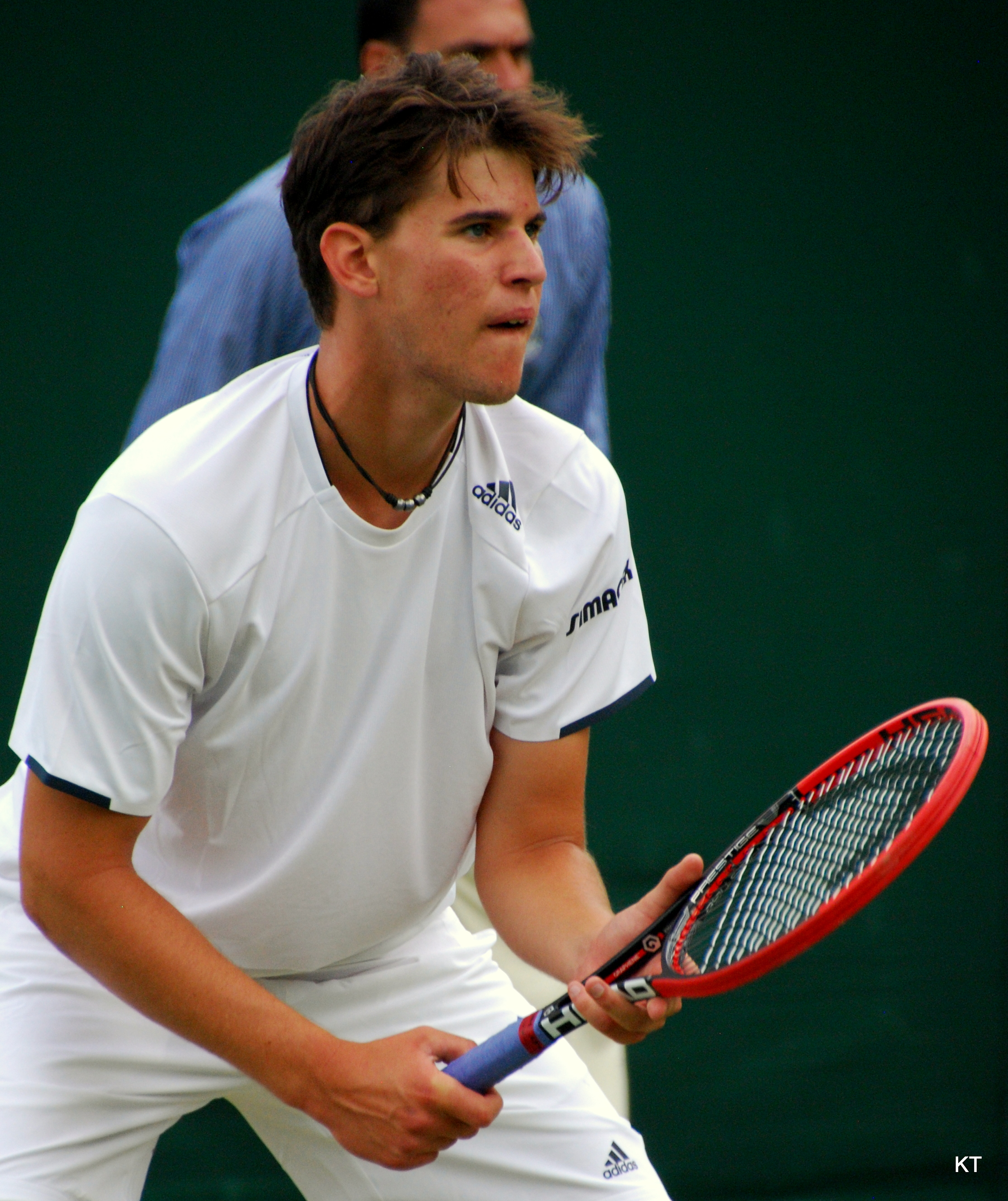
Thiem a Wimbledon 2014

A partire dal 2014 si concentra esclusivamente sul circuito maggiore; supera le qualificazioni del primo torneo stagionale a Doha e al primo turno viene eliminato da Peter Gojowczyk. Si qualifica anche agli Australian Open e al suo esordio nel tabellone principale di uno Slam supera il nº 50 ATP João Sousa, prima della sconfitta subita al secondo turno da Kevin Anderson. Supera le qualificazioni anche a Rotterdam e, alla sua prima partecipazione a un torneo ATP 500, viene sconfitto al secondo turno da Andy Murray dopo aver giocato un ottimo incontro; a fine torneo fa il suo ingresso nella top 100. Si qualifica per entrambi i Masters 1000 di Indian Wells e Miami, nel primo sconfigge la testa di serie nº 21 Gilles Simon e viene eliminato al terzo turno da Julien Benneteau, mentre a Miami si arrende a Tommy Robredo al secondo turno. Si qualifica anche per il Masters 1000 di Madrid e disputa un ottimo torneo, battendo al primo turno Dmitrij Tursunov e al secondo Stan Wawrinka, testa di serie numero 3, ottenendo la prima vittoria contro uno dei primi 10 giocatori del ranking ATP; agli ottavi avrebbe dovuto incontrare Feliciano López ma a causa di un'indisposizione è costretto a dare forfait.
Ad aprile fa il suo esordio nella squadra austriaca di Coppa Davis in occasione della sfida persa 4-1 contro la Slovacchia e perde entrambi gli incontri disputati. Con la 57ª posizione del ranking debutta al Roland Garros senza passare per le qualificazioni e dopo la vittoria su Paul-Henri Mathieu, al secondo turno raccoglie solo sette giochi contro Rafael Nadal. Fa il suo esordio assoluto anche a Wimbledon ed esce subito dal torneo per mano del qualificato Luke Saville. Eliminato al terzo turno all'ATP 500 di Amburgo, al torneo di Kitzbühel raggiunge la sua prima finale ATP e viene sconfitto da David Goffin per 4-6, 6-1, 6-3. All'esordio agli US Open si spinge fino al quarto turno eliminando il nº 12 ATP Ernests Gulbis e il nº 21 Feliciano Lopez e cede a Tomáš Berdych che gli concede solo sette giochi; a fine torneo porta il best ranking alla 36ª posizione. Nella parte finale della stagione non supera mai il secondo turno e chiude il 2014 al 39º posto mondiale.

### 2015: tre titoli ATP e top 20
Nella prima parte del 2015 raggiunge il terzo turno solo a Marsiglia e torna a mettersi in luce in primavera a Miami, dove per la prima volta raggiunge i quarti in un Masters 1000; supera tra gli altri il nº 12 ATP Feliciano Lopez e viene eliminato dal nº 4 Andy Murray dopo essersi aggiudicato il primo parziale. Il 23 maggio vince il suo primo titolo ATP sconfiggendo in finale sulla terra rossa di Nizza Leonardo Mayer col punteggio di 6-7, 7-5, 7-6 dopo 2 ore e 48 minuti di gioco. Eliminato al secondo turno al Roland Garros e a Wimbledon, in luglio conquista un altro titolo ATP a Umago, battendo in finale João Sousa per 6-4, 6-1. Vince il terzo titolo della carriera al successivo torneo di Gstaad, superando in finale la testa di serie nº 1 David Goffin per 7-5, 6-2, e la settimana dopo viene sconfitto in semifinale a Kitzbühel da Philipp Kohlschreiber, entrando per la prima volta nella top 20. Tra i risultati più significativi di fine stagione vi sono il terzo turno raggiunto agli US Open e la semifinale persa a San Pietroburgo contro João Sousa.

### 2016: prima volta alle ATP Finals e top 10

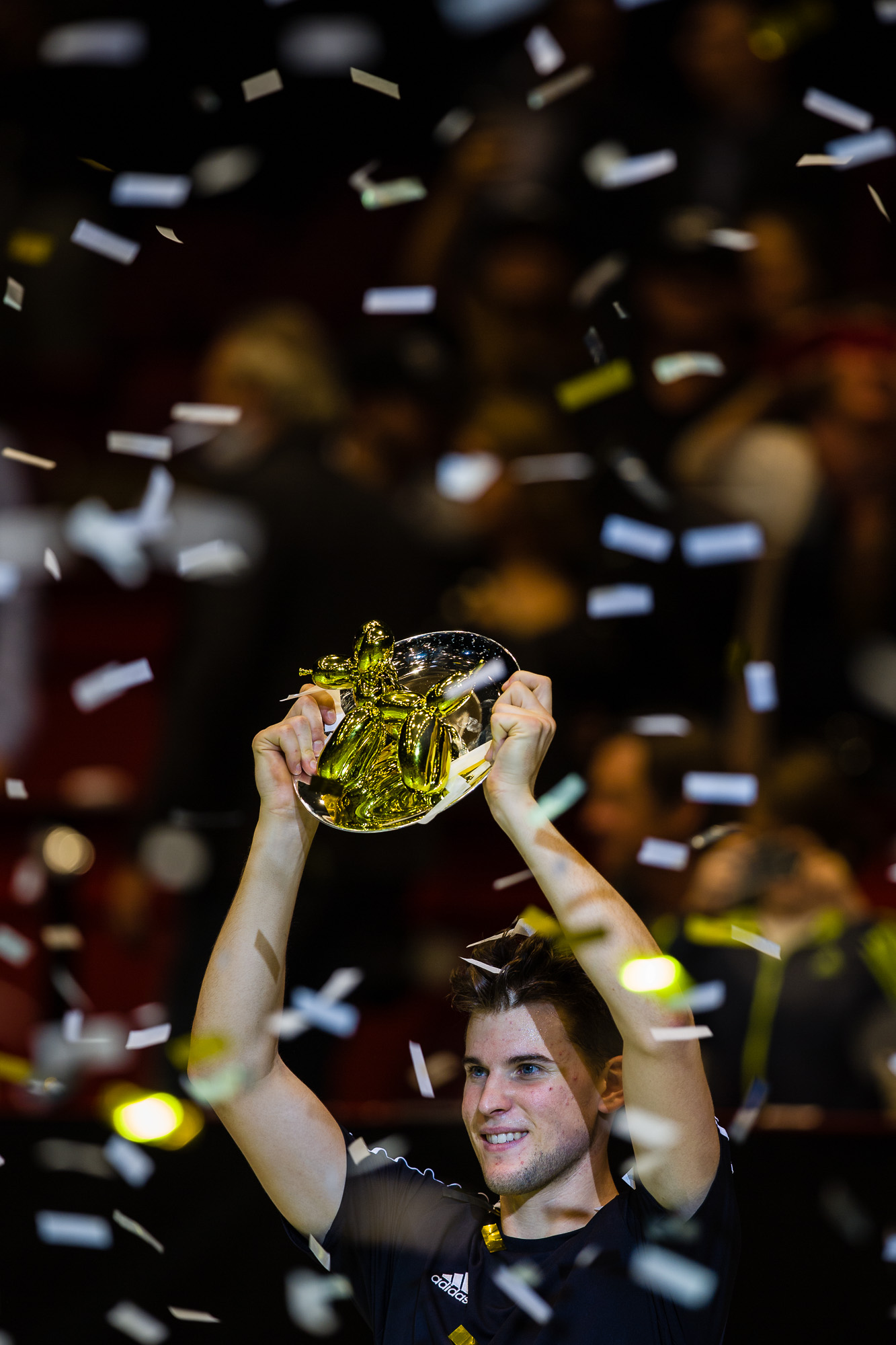
Thiem vincitore in un torneo esibizione a Vienna nel 2016

Inizia la stagione con la semifinale raggiunta a Brisbane, dove raccoglie solo cinque giochi nel suo primo confronto con Roger Federer. Raggiunge quindi per la prima volta il terzo turno agli Australian Open e viene battuto da Goffin. In febbraio si aggiudica il torneo di Buenos Aires, in semifinale elimina Nadal e vince il 4º titolo in carriera sconfiggendo in finale al tie-break del terzo set Nicolas Almagro. Nei quarti di finale di Rio lascia solo cinque giochi al nº 6 del mondo David Ferrer e cede in semifinale a Guido Pella. Il 27 febbraio vince il suo primo torneo ATP 500 ad Acapulco superando in tre set in finale Bernard Tomic e la settimana dopo si porta al 15º posto del ranking. Dopo le sconfitte subite nei suoi primi quattro incontri di Coppa Davis, in marzo vince tutti e tre gli incontri disputati nella sfida con il Portogallo. Si spinge fino al quarto turno in entrambi i primi Masters 1000 stagionali, e viene eliminato da Tsonga a Indian Wells e da Djokovic a Miami. Perde contro Kohlschreiber il tie-break decisivo nella finale di Monaco, mentre agli Internazionali d'Italia supera il nº 2 del mondo Federer e accede per la prima volta ai quarti di finale, dove viene eliminato da Kei Nishikori. Il 21 maggio vince per il secondo anno consecutivo il torneo ATP di Nizza, battendo in finale Alexander Zverev con il punteggio di 6-4, 3-6, 6-0.
Il 1º giugno raggiunge per la prima volta i quarti di finale in una prova dello Slam al Roland Garros, il giorno seguente sconfigge Goffin e viene eliminato in semifinale da Djokovic, che si aggiudicherà il torneo sconfiggendo Murray in finale. A fine torneo Thiem si assesta alla 6ª posizione mondiale, suo nuovo best ranking. Raggiunge la sua quinta finale stagionale all'ATP 250 di Stoccarda dopo aver nuovamente battuto Federer in semifinale, e conquista il suo primo titolo ATP su erba superando in tre set Philipp Kohlschreiber. Sconfitto in semifinale da Florian Mayer a Halle, si prende la rivincita battendolo al primo turno a Wimbledon e viene eliminato al secondo da Jiri Vesely dopo tre tie-break. In luglio disputa la sua prima finale di doppio in un torneo ATP a Kitzbühel	in coppia con Dennis Novak e vengono sconfitti da Wesley Koolhof / Matwé Middelkoop. Ad agosto raggiunge i quarti a Cincinnati e viene sconfitto da Milos Raonic, mentre si deve ritirare durante l'incontro di quarto turno agli US Open. Verso fine stagione perde la finale a Metz contro Lucas Pouille e viene eliminato nei quarti a Chengdu. Si qualifica così per la prima volta alle ATP Finals di Londra e viene eliminato nel round-robin con le sconfitte subite contro Djokovic – dopo aver vinto il primo set – e Raonic, che rendono vana la vittoria al secondo incontro su Gaël Monfils.

### 2017: seconda semifinale al Roland Garros, ottavo titolo ATP e nº 4 del ranking

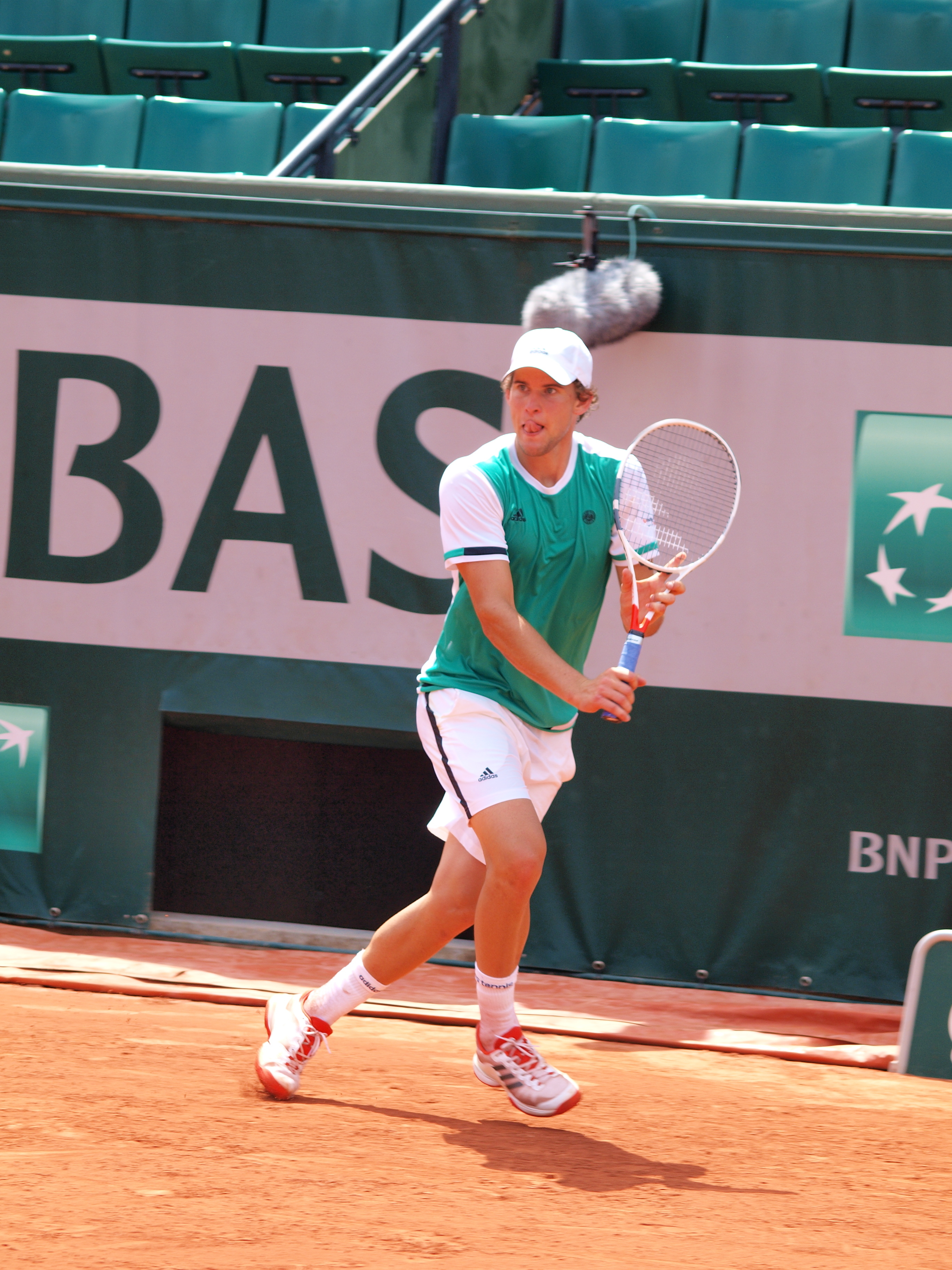
Thiem al Roland Garros 2017

Inizia il 2017 raggiungendo i quarti di finale a Brisbane e a Sydney, e viene sconfitto rispettivamente da Grigor Dimitrov e Daniel Evans, mentre agli Australian Open viene eliminato negli ottavi di finale da David Goffin. Al torneo di Rotterdam raggiunge i quarti di finale e viene sconfitto a sorpresa dal qualificato Pierre-Hugues Herbert. Si riscatta al successivo Rio Open dove conquista il suo secondo ATP 500 imponendosi in finale su Pablo Carreño Busta con il punteggio di 7-5, 6-4. Ad Acapulco è campione uscente ma nei quarti di finale viene sconfitto dal futuro campione Sam Querrey. Esce nei quarti anche a Indian Wells, dove soccombe a Stan Wawrinka in tre combattuti set, mentre a Miami viene eliminato all'esordio da Borna Ćorić.
Inizia la stagione sul rosso europeo a Monte Carlo e viene eliminato da David Goffin al terzo turno. Raggiunge poi la seconda finale stagionale a Barcellona battendo in semifinale il nº 1 del mondo Andy Murray e si arrende a Rafael Nadal nell'atto decisivo. Al Madrid Open raggiunge la sua prima finale in un Masters 1000 superando nell'ordine Jared Donaldson, Grigor Dimitrov, al quale annulla cinque match-point, Borna Ćorić e Pablo Cuevas. Il 14 maggio affronta ancora Nadal in finale, perdendo in due set molto tirati. Agli Internazionali d'Italia raggiunge la semifinale vincendo con Pablo Cuevas, Sam Querrey e prendendosi la rivincita su Nadal nei quarti di finale battendolo 6-4 6-3. Perde in semifinale contro Novak Đoković col punteggio di 6-1 6-0.

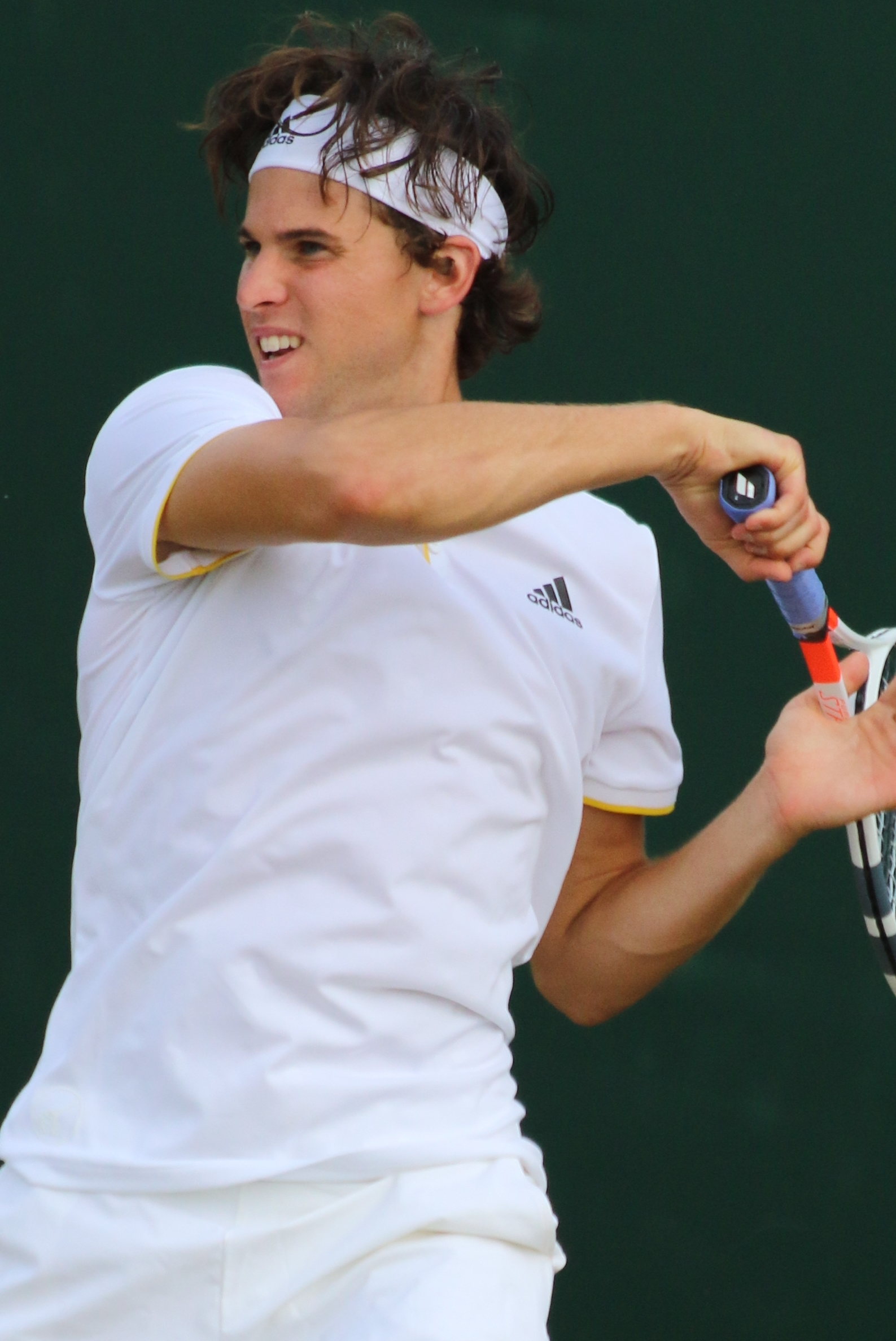
A Wimbledon 2017

Al Roland Garros supera nell'ordine Bernard Tomić, Simone Bolelli, Steve Johnson e Horacio Zeballos senza perdere alcun set. Nei quarti di finale si prende la rivincita su Đoković, battendolo 7–6, 6-3, 6-0 e raggiunge la semifinale per il secondo anno consecutivo ma viene nuovamente sconfitto da Nadal per 6-3, 6-4, 6-0. Sull'erba di Halle esce di scena al secondo turno per mano di Robin Haase e la settimana successiva viene sorpreso al primo turno del nuovo torneo di Adalia dal nº 222 del mondo Ramkumar Ramanathan. Si riscatta a Wimbledon raggiungendo per la prima volta gli ottavi di finale, sconfigge Vasek Pospisil, Gilles Simon e Jared Donaldson prima di cedere al quinto set a Tomáš Berdych.
Torna in campo a Washington come prima testa di serie e viene sconfitto al terzo turno da Kevin Anderson. Al successivo Masters canadese viene sconfitto all'esordio da Diego Schwartzman, mentre a Cincinnati conferma i quarti dell'anno precedente battendo Fabio Fognini e Adrian Mannarino prima di cedere a David Ferrer. Agli US Open è testa di serie nº 6, elimina al primo turno Alex de Minaur, al secondo Taylor Fritz e al terzo Adrian Mannarino, raggiungendo per la terza volta gli ottavi di finale, e viene sconfitto da Juan Martín del Potro al quinto set dopo aver vinto i primi due e aver sprecato due match-point nel terzo. Con il terzo turno raggiunto al Paris Masters, il 6 novembre sale alla 4ª posizione della classifica mondiale. Come l'anno precedente si qualifica per le ATP Finals e viene eliminato al round-robin con le due sconfitte subite contro Dimitrov e Goffin, e la vittoria su Carreño Busta.

### 2018: prima finale Slam al Roland Garros
Inizia la stagione giocando dei tornei esibizione ad Abhu Dabhi e a Melbourne. Prende parte al Qatar Open da testa di serie nº 1. Dopo aver avuto la meglio su Evgenij Donskoj, Aljaž Bedene e Stefanos Tsitsipas è costretto a ritirarsi dal torneo a causa di un'influenza. Agli Australian Open è testa di serie nº 5 e raggiunge il quarto turno battendo nell'ordine Guido Pella, Denis Kudla rimontando 2 set e Adrian Mannarino prima di perdere in 5 set contro Tennys Sandgren. A febbraio vince l'Argentina Open battendo Horacio Zeballos, Guido Pella, Gaël Monfils e Aljaž Bedene in finale. Al Rio Open non conferma il titolo dell'anno prima, sconfitto nei quarti da Fernando Verdasco, ed esce ai quarti anche ad Acapulco per mano di Juan Martín del Potro. A Indian Wells sconfigge in tre set Stefanos Tsitsipas e si ritira durante il match contro Pablo Cuevas per un infortunio alla caviglia che lo costringe a stare fuori dai campi per un mese. 

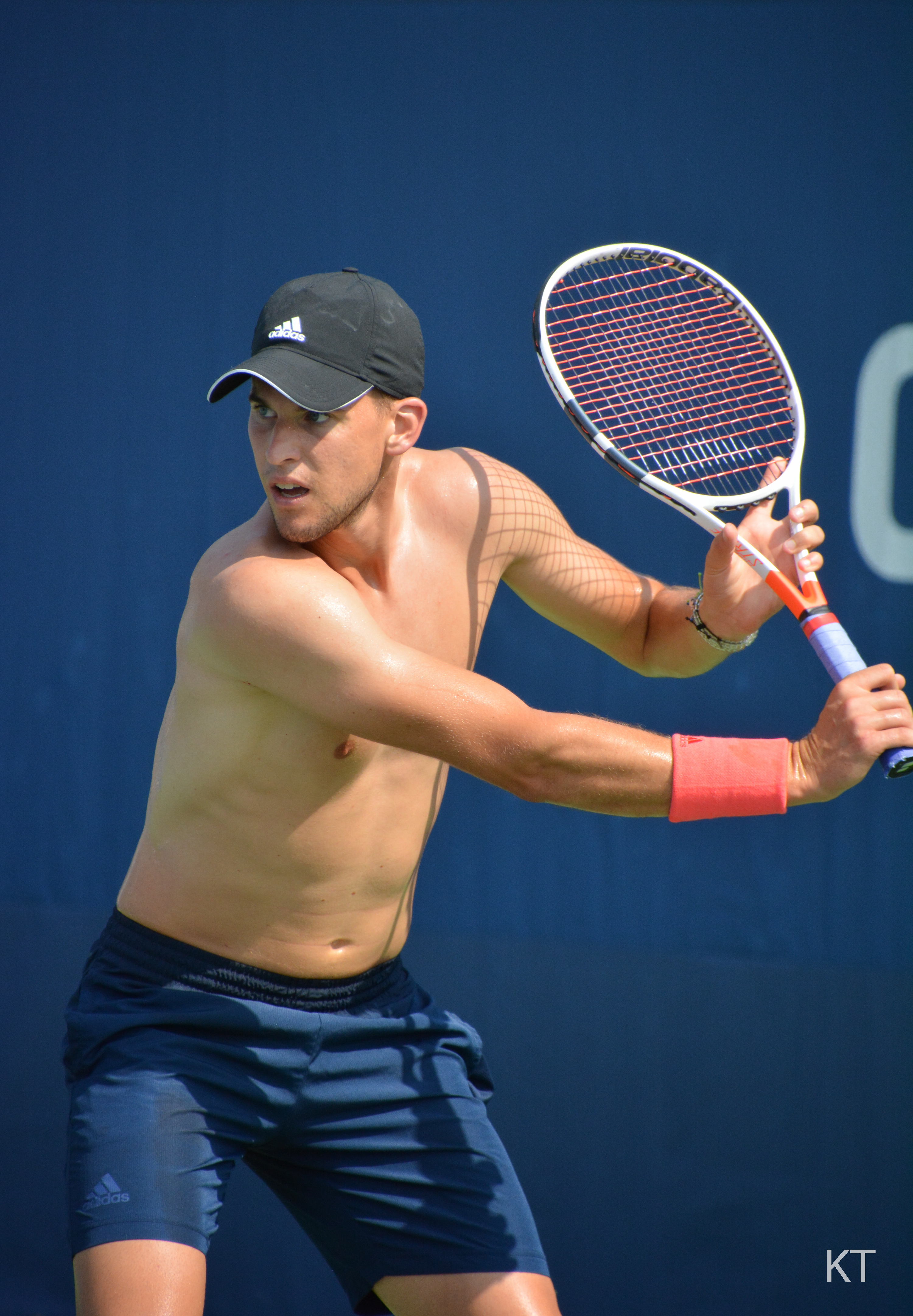
Thiem in allenamento agli US Open 2018

Rientra a Monte-Carlo sconfiggendo in un match molto combattuto Andrej Rublëv al secondo turno e Novak Đoković al terzo, nei quarti perde 6-0, 6-2 contro Rafael Nadal. A Barcellona raggiunge i quarti superando Jaume Munar e Jozef Kovalik prima di perdere in due set contro l'emergente Stefanos Tsitsipas. Al secondo turno del successivo Madrid Open batte in rimonta Federico Delbonis e al terzo supera Borna Ćorić dopo un altro incontro combattuto. Nei quarti sconfigge Nadal per 7-5, 6-3, in semifinale ha la meglio su Anderson e perde in finale contro Alexander Zverev. Agli Internazionali d'Italia esce al secondo turno per mano di Fabio Fognini e a Lione vince il suo decimo titolo ATP superando nell'ordine Roberto Carballés Baena, Guillermo García López, Dušan Lajović e in finale Gilles Simon al terzo set. Al primo turno del Roland Garros supera Il'ja Ivaška e al secondo si prende la rivincita su Tsitsipas imponendosi al quarto set. Elimina quindi Matteo Berrettini, Kei Nishikori e nei quarti Alexander Zverev con il punteggio di 6-4, 6-2, 6-1, qualificandosi alla semifinale del torneo per il terzo anno consecutivo. Accede alla sua prima finale in un torneo dello Slam battendo in tre set la rivelazione Marco Cecchinato e viene sconfitto in tre set da Rafael Nadal col punteggio di 6-4, 6-3, 6-2.
Inizia la stagione sull'erba ad Halle e viene eliminato al secondo turno da Yūichi Sugita, mentre a Wimbledon è costretto a ritirarsi all'esordio per un infortunio alla schiena quando era in svantaggio di due set contro Marcos Baghdatis. Ad Amburgo supera i primi due turni senza perdere un set e viene sconfitto nei quarti di finale da Nicolás Jarry. Viene eliminato all'esordio a Kitzbühel da Martin Kližan e al Masters di Montréal da Tsitsipas, scivolando così alla nona posizione del ranking. Agli US Open raggiunge per la prima volta i quarti di finale sconfiggendo Mirza Bašić, Steve Johnson e Taylor Fritz; negli ottavi di finale elimina il nº 5 del mondo e finalista dell'edizione precedente Kevin Anderson, diventando il primo austriaco a spingersi così avanti negli US Open 22 anni dopo Thomas Muster. Nei quarti cede al nº 1 del mondo Rafael Nadal al tie-break del set decisivo dopo quasi 5 ore di gioco.
Al torneo di San Pietroburgo perde un solo set nei quarti contro Daniil Medvedev e in finale sconfigge Martin Kližan con il punteggio di 6-3, 6-1, tornando a vincere un torneo sul cemento dopo quasi 3 anni. Dopo i quarti di finale a Vienna e la semifinale persa contro Karen Chačanov al Paris Masters disputa per il terzo anno consecutivo le ATP Finals e ancora una volta esce dal torneo nel round-robin, questa volta per le sconfitte patite contro Anderson e Federer, mentre diventa inutile la vittoria nell'ultimo incontro su Nishikori.

### 2019: cinque titoli ATP, primo Master 1000, seconda finale al Roland Garros e finale alle ATP Finals
La stagione parte con la sconfitta al primo turno a Doha e il ritiro per problemi fisici durante il match di secondo turno dell'Australian Open contro la wild-card locale Alexei Popyrin. Torna in campo a Buenos Aires e viene sconfitto in semifinale da Diego Schwartzman, insieme al quale raggiunge la finale nel torneo di doppio. La settimana seguente viene eliminato al primo turno a Rio de Janeiro da Laslo Đere, futuro vincitore del torneo. In febbraio annuncia l'ingresso nel suo staff tecnico del cileno Nicolas Massú. Al successivo torneo di Indian Wells conquista il suo primo titolo di categoria Masters 1000 in carriera trionfando in finale sul nº 4 del mondo Roger Federer con il punteggio di 3-6, 6-3, 7-5. La settimana dopo viene sconfitto all'esordio a Miami da Hubert Hurkacz.
Alla vigilia del torneo di Montecarlo annuncia la separazione dal suo storico coach Günter Bresnik per affidarsi in toto a Massú. Dopo aver superato Martin Kližan nell'incontro d'esordio, esce di scena contro il futuro finalista Dušan Lajović. La settimana successiva conquista il suo secondo titolo in stagione a Barcellona, in semifinale supera in due set Rafael Nadal, diventando il secondo giocatore al mondo e il più giovane in assoluto ad aver battuto per almeno quattro volte sulla terra battuta il fuoriclasse spagnolo, e in finale trionfa in due partite su Daniil Medvedev. A Madrid, raggiunge per il terzo anno consecutivo la semifinale dopo aver annullato due match-point a Roger Federer nei quarti di finale, prima di arrendersi in due tie-break al numero uno del mondo Novak Đoković. In doppio raggiunge la terza finale ATP in carriera, e in coppia con Diego Schwartzman viene sconfitto da Jean-Julien Rojer / Horia Tecău. Agli Internazionali d'Italia viene eliminato al turno d'esordio da Fernando Verdasco.
Al Roland Garros giunge in finale per il secondo anno consecutivo. Supera i primi tre turni in quattro set, eliminando nell'ordine Tommy Paul, Aleksandr Bublik e Pablo Cuevas. Vince quindi in tre partite contro Gaël Monfils e Karen Chačanov e in semifinale sconfigge per la terza volta in carriera un numero uno del mondo, eliminando in cinque set Novak Đoković, che puntava alla conquista del quarto Slam consecutivo ed era reduce da 26 incontri vinti consecutivamente nei tornei del Grande Slam. Nell'atto conclusivo va in scena la replica dell'edizione precedente, con la vittoria del numero due del mondo Rafael Nadal con il punteggio di 3-6, 7-5, 1-6, 1-6. A Wimbledon viene sconfitto da Sam Querrey al primo turno e ad Amburgo esce di scena nei quarti per mano di Andrey Rublev. Conquista il suo quattordicesimo titolo ATP al torneo di Kitzbühel senza perdere alcun set, superando in finale Albert Ramos Viñolas con il punteggio di 7-6, 6-1. Accreditato della testa di serie numero 2, raggiunge i quarti di finale a Montréal sconfiggendo Denis Shapovalov e Marin Čilić e viene eliminato da Daniil Medvedev. Agli US Open, ancora acciaccato a causa di un virus che lo aveva costretto a saltare il torneo di Cincinnati, viene estromesso al primo turno da Thomas Fabbiano.
Partecipa alla Laver Cup vinta dalla squadra europea con il bilancio di una vittoria contro Denis Shapovalov e una sconfitta contro Taylor Fritz. A Pechino conquista il suo quarto titolo stagionale battendo nei quarti Andy Murray, in semifinale Karen Chačanov e in finale Stefanos Tsitsipas in tre set. A Shanghai raggiunge i quarti di finale e viene eliminato da Matteo Berrettini. Conquista poi il quinto titolo stagionale a Vienna, dove supera in finale Diego Schwartzman col punteggio di 3-6, 6-4, 6-3. A Parigi non va oltre il terzo turno, fermato da Grigor Dimitrov in due set. Nella prima giornata delle ATP Finals batte per la terza volta consecutiva Federer, con un doppio 7-5. Nel secondo incontro supera il numero due del mondo Đoković al tie-break del set decisivo e per la prima volta si qualifica per le semifinali, nonostante l'ininfluente sconfitta subita l'ultima giornata contro Berrettini. Batte il campione uscente Zverev per 7-5, 6-3 e accede alla finale in cui viene sconfitto da Stefanos Tsitsipas con il punteggio di 7-6, 2-6, 6-7.

### 2020: trionfo allo US Open, finale all'Australian Open e alle ATP Finals, nº 3 del mondo

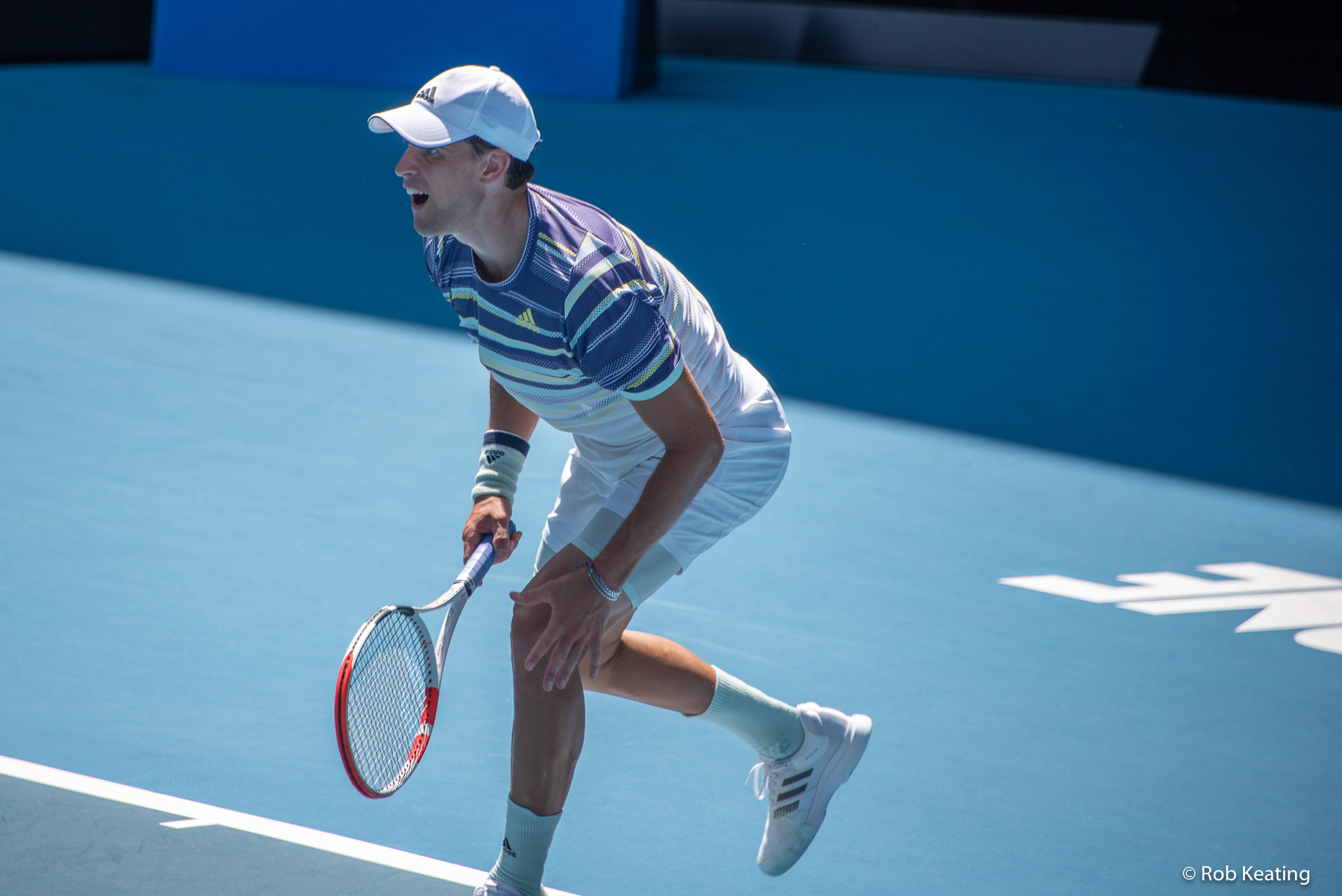
Thiem agli Australian Open 2020, dove raggiunge la sua terza finale Slam

Inizia il 2020 rappresentando l'Austria all'ATP Cup; perde il primo incontro con Borna Ćorić, nel secondo batte Diego Schwartzman e perde il terzo contro Hubert Hurkacz; l'Austria viene eliminata finendo ultima nel girone vinto dall'Argentina e Thiem scende al quinto posto della classifica mondiale. All'Australian Open elimina al primo turno Adrian Mannarino e al secondo la spunta sul padrone di casa Alex Bolt in cinque set dopo aver rimontato uno svantaggio di due partite a una. Elimina quindi in quattro set Taylor Fritz e Gaël Monfils, mentre nei quarti, dopo oltre quattro ore di gioco, sconfigge in quattro set Rafael Nadal, ottenendo la sua quarta vittoria in carriera contro un numero uno del mondo. In semifinale prevale in quattro set su Alexander Zverev raggiungendo la sua terza finale in un torneo del Grande Slam, la prima sul cemento, e diventa il primo tennista austriaco della storia a disputare la finale del Major australiano. Nell'ultimo atto si arrende in cinque set al campione in carica e numero due del mondo Novak Đoković, dopo essere stato in vantaggio di due set a uno. Il 2 marzo porta il best ranking alla 3ª posizione.
Durante il lockdown dovuto alla Pandemia di COVID-19 durato dal 9 marzo al 3 agosto, prende parte ad alcune esibizioni in Serbia, Germania e Austria. Gioca il primo incontro ufficiale al Cincinnati Open e perde al secondo turno per 6-2, 6-1 contro Filip Krajinović, racimolando appena 2 punti sul servizio dell'avversario.
Supera il primo turno allo US Open per il ritiro di Jaume Munar quando l'austriaco conduceva per due set a zero; supera quindi in tre set Sumit Nagal, il campione del 2014 Marin Čilić per 6-2 6-2 3-6 6-3; e di nuovo in tre set Félix Auger-Aliassime e Alex de Minaur. In semifinale sconfigge il finalista dell'edizione 2019 e nº 5 del mondo Daniil Medvedev per 6-2, 7-6, 7-6, rimediando un infortunio al tendine d'Achille del piede destro nel corso del secondo parziale. La sua seconda finale Slam consecutiva dopo quella di Melbourne, lo vede trionfare su Alexander Zverev al tie-break del quinto set, dopo essere stato in svantaggio di due set e un break, con il punteggio di 2-6 4-6 6-4 6-3 7–6(6) in 242 minuti di battaglia, conquistando il primo Major in carriera. Era dallo US Open del 1949 che non si verificava una rimonta da due set a zero in una finale dello Slam newyorkese e dal Roland Garros del 2004 non accadeva in una finale Slam. Nel ranking resta ancorato alla terza posizione, ma si avvicina a Rafael Nadal e Novak Đoković.
Torna in campo al Roland Garros e supera i primi tre turni senza perdere set contro Marin Čilić, Jack Sock e Casper Ruud. Agli ottavi si fa rimontare un vantaggio di due set da Hugo Gaston, ma ha la meglio nel quinto. Viene poi sconfitto nei quarti di finale da Diego Schwartzman in cinque set. Dopo una pausa di due settimane raggiunge i quarti di finale a Vienna e viene eliminato da Andrej Rublëv. Nel round-robin delle ATP Finals supera prima Tsitsipas col punteggio di 7-6, 4-6, 6-3 e quindi il numero due del mondo Nadal con un doppio tie-break. Nell'ultimo incontro del girone, già sicuro della qualificazione e del primo posto, viene sconfitto da Rublëv col punteggio di 2-6, 5-7. Conquista la sua seconda finale consecutiva nel torneo battendo in semifinale il numero uno del mondo Đoković col punteggio di 7-5, 6-7, 7-6. In finale viene sconfitto da Daniil Medvedev per 6-4, 6-7, 4-6. Chiude la stagione al terzo posto della classifica mondiale.

### 2021: l'infortunio al polso
Apre l'anno con la partecipazione all'ATP Cup, dove viene sconfitto da Matteo Berrettini in singolare per poi usufruire del ritiro al primo set di Benoît Paire; in doppio perde in coppia con Dennis Novak da Fognini / Berrettini, e l'Austria viene eliminata dall'Italia. Si presenta agli Australian Open come finalista uscente e sconfigge in tre parziali Michail Kukuškin e Dominik Koepfer. Al terzo turno si impone su Nick Kyrgios dopo 3 ore e 21 minuti di gioco rimontando due set di svantaggio, e negli ottavi viene sconfitto da Grigor Dimitrov, che gli concede solo otto giochi. Eliminato nei quarti a Doha e all'esordio a Dubai, si prende quasi due mesi di pausa per i problemi legati alle restrizioni dovute al Coronavirus ma soprattutto per la mancanza di stimoli e l'esigenza di riflettere e riorganizzarsi dopo il trionfo agli US Open.
Torna in campo in occasione del Masters 1000 di Madrid e dopo le vittorie su Marcos Giron e Alex de Minaur, nei quarti supera in rimonta John Isner. In semifinale subisce una netta sconfitta dal futuro campione Alexander Zverev. Al successivo Masters di Roma supera all'esordio Márton Fucsovics vincendo 6-0 il terzo set dopo aver perso il primo ed essersi trovato in svantaggio per 4-5 nel tie-break del secondo. Viene fermato a sorpresa negli ottavi di finale da Lorenzo Sonego, che si impone al tie-break del set decisivo. All'Open di Francia è testa di serie nº 4 e all'esordio viene sconfitto da Pablo Andújar dopo essere stato avanti per 2 parziali a 0; per la prima volta dal 2015 non raggiunge la seconda settimana, mentre per la prima volta in carriera non va oltre il primo turno nello Slam parigino.
La sua stagione finisce a giugno dopo meno di un set del primo incontro disputato sull'erba del torneo di Maiorca contro Adrian Mannarino, sul punteggio di 5-2 in suo favore è costretto a ritirarsi per un infortunio al polso destro che lo costringerà a portare un tutore per almeno 5 settimane e a sottoporsi a un periodo di riabilitazione. Il rientro è previsto per gli US Open, dove è campione in carica, ma prima di inizio torneo annuncia il forfait e la fine della sua stagione per una ricaduta del problema al polso. Il 1º novembre esce dalla top 10. La riabilitazione procede bene e programma il nuovo rientro per il torneo esibizione ad Abu Dhabi in dicembre, ma all'ultimo momento rinuncia a partecipare affermando di non essere ancora pronto per competere al massimo livello, in particolare per quanto riguarda i colpi di dritto.

### 2022: rientro dopo l'infortunio, crollo nel ranking e risalita
Torna alle competizione solo nel marzo seguente, in cui, ripartendo dalla 50ª posizione mondiale, partecipa al Challenger di Marbella, dove viene sconfitto al turno d'esordio da Pedro Cachín. Poco dopo risulta positivo a un test del COVID-19, rientra dopo tre settimane e colleziona sei sconfitte consecutive, tra cui quelle al Masters di Madrid e al Roland Garros, in virtù delle quali scende alla 352ª posizione del ranking, la peggiore dal novembre 2012. Dopo lo Slam parigino annuncia la decisione di prendersi una pausa e rinuncia a giocare a Wimbledon. A luglio vince il primo match dopo oltre un anno al Challenger di Salisburgo e viene eliminato al secondo turno. Mostra importanti segnali di ripresa al torneo di Båstad, in cui raggiunge i quarti grazie ai successi su Ruusuvuori e sul nº 20 della classifica mondiale Roberto Bautista Agut. A Gstaad si spinge fino alla semifinale estromettendo Hugo Gaston, Federico Delbonis e Juan Pablo Varillas, e viene battuto da Matteo Berrettini; a fine torneo fa rientro nelle prime 200 posizioni del ranking. Offre buone prestazioni anche al torneo di Kitzbühel, in cui viene eliminato nei quarti da Yannick Hanfmann.
A Winston-Salem esce al terzo turno per mano di Jack Draper. Al primo turno degli US Open cede in quattro set a Pablo Carreño Busta, reduce dal trionfo al Masters di Montréal. In seguito perde la finale del Challenger di Rennes contro il padrone di casa Ugo Humbert e viene eliminato al secondo turno a Metz e Tel Aviv. Torna a disputare una semifinale ATP a Gijon, grazie ai successi su João Sousa, Marcos Giron e Francisco Cerúndolo, e viene superato da Andrej Rublëv con un doppio 6–4. Raggiunge la semifinale anche al successivo European Open, eliminando nuovamente Cerúndolo e il nº 11 del ranking Hubert Hurkacz e viene sconfitto da Sebastian Korda al tie-break del set decisivo. Rientra nella top 100 con il secondo turno disputato a Vienna.

### 2023: una finale ATP
Inizia il 2023 subendo 9 sconfitte nei primi 10 incontri disputati. A Buenos Aires ottiene la prima vittoria dell'anno, ma nelle settimane seguenti viene eliminato al primo turno a Indian Wells Open e al Miami Open. Ad aprile torna a vincere due incontri di fila all'Estoril Open eliminando Sebastian Ofner e l'emergente testa di serie nº 8 Ben Shelton, a cui concede solo 4 giochi, prima di perdere nei quarti da Quentin Halys. In quei giorni ufficializza la fine del rapporto di collaborazione con Massu dopo 4 anni. Torna a giocare il Masters 1000 di Monte-Carlo dopo 4 anni con una wild card, all'esordio concede solo 5 giochi a Richard Gasquet e viene eliminato al secondo turno dalla testa di serie nº 8 Holger Rune. Sconfitto nei quarti a Monaco di Baviera da Taylor Fritz, al secondo turno del Madrid Open costringe al terzo set Stefanos Tsitsipas, che si impone nel tie break decisivo. Al primo turno dell'Open di Francia perde in 5 set contro Pedro Cachín, ed esce dalla top 100 dopo le eliminazioni al primo turno a Wimbledon – dove cede al tie break del set decisivo contro Tsitsipas – e al secondo turno a Gstaad.
Al successivo torneo di Kitzbühel gioca la sua prima finale del circuito maggiore dopo quella persa alle ATP Finals 2020, elimina tra gli altri Arthur Rinderknech e in semifinale la testa di serie nº 5 Laslo Đere, al quale annulla 5 match-point; in finale raccoglie solo 4 giochi contro Sebastián Báez e a fine torneo risale all'84ª posizione, la migliore dall'aprile 2022. Torna a giocare un mese dopo agli US Open, e dopo la netta vittoria sul nº 27 ATP Aleksandr Bublik si ritira al secondo turno. Con i quarti di finale raggiunti all'ATP di Astana sale alla 72ª posizione ATP. Al Paris Masters elimina Stan Wawrinka ed esce di scena al secondo turno per mano di Holger Rune.

### 2024: ultimi match e ritiro
Al primo turno degli Australian Open 2024 rimonta i primi due set persi contro Félix Auger-Aliassime e viene sconfitto nel parziale decisivo. Torna ad allenarsi con il padre con l'intensità mantenuta nel suo periodo migliore, ma, dopo il successo in singolare nella vittoriosa sfida di Coppa Davis contro l'Irlanda, deve ridurre i carichi di lavoro negli allenamenti per la ricomparsa del dolore al polso. In seguito disputa alcuni tornei, sia ATP sia Challenger, senza mai spingersi oltre il secondo turno; vince il primo incontro ATP stagionale all'Estoril Open. Ad aprile esce nuovamente dalla top 100 e il 10 maggio annuncia che a causa del continuo riacutizzarsi del dolore al polso a fine anno si ritirerà dalle competizioni dopo la disputa del Vienna Open. Per la prima volta dagli Australian Open 2014 è costretto a disputare le qualificazioni di uno Slam al Roland Garros e viene eliminato al secondo incontro. Viene eliminato al primo turno dei Mallorca Championships da Gaël Monfils, che aveva sconfitto sei volte in tutti i precedenti confronti diretti, nonché a Gstaad, Kitzbühel e agli US Open, a cui accede con una wild-card. Come aveva annunciato, si ritira dall'agonismo in ottobre dopo la sconfitta al primo turno subita contro Luciano Darderi al successivo Vienna Open.

## Caratteristiche tecniche

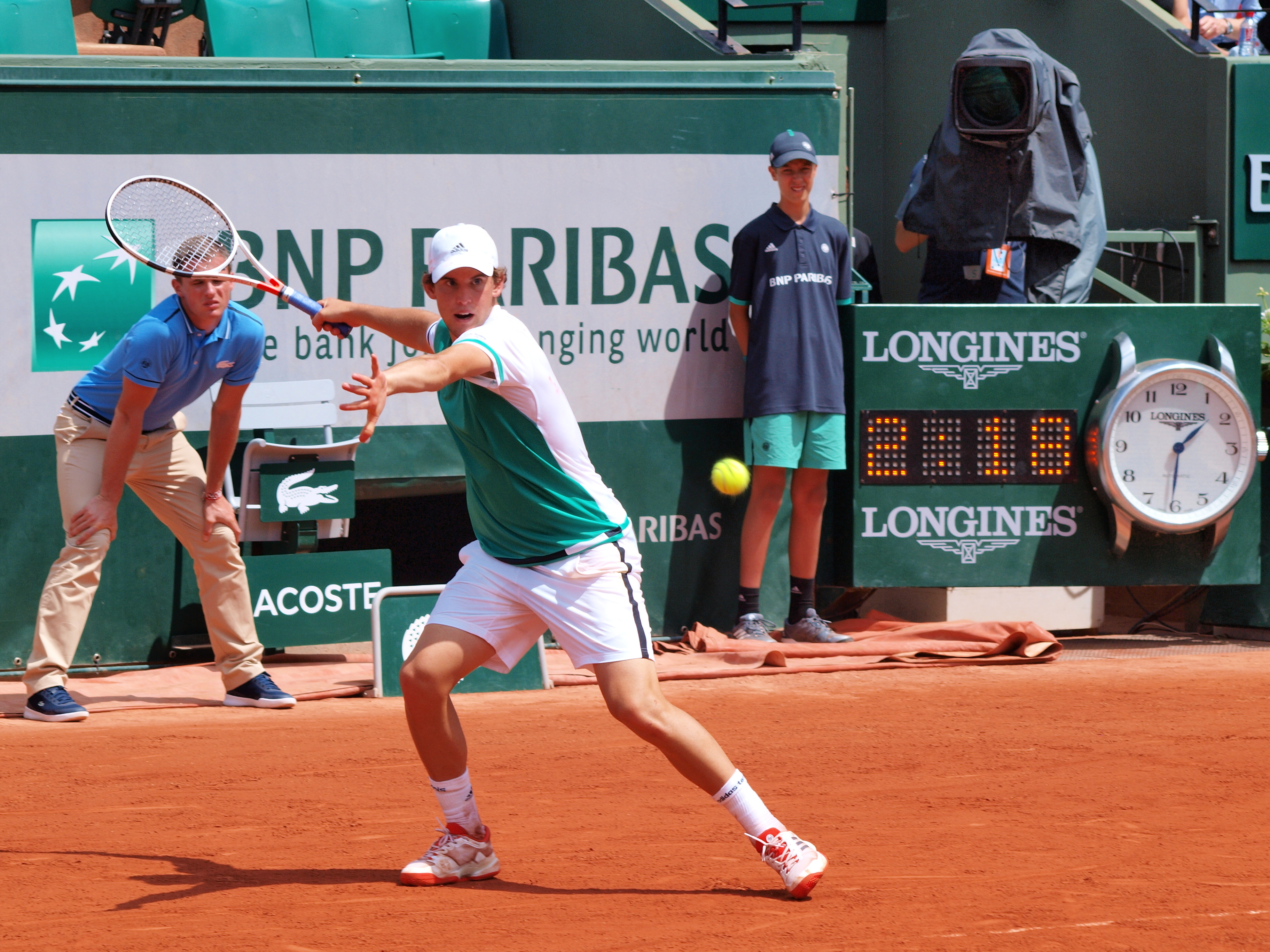
Dominic Thiem in azione nel 2017

Uno dei migliori prospetti nati negli anni novanta, adotta un ottimo rovescio a una mano che è in grado di giocare con notevole potenza ricavandone diversi punti vincenti. Solido di costituzione, dotato di un ottimo dritto, un servizio molto preciso e carico e di una grande mobilità, ha nell'intelligenza tattica e nella tenuta mentale i tratti che lo distinguono dai suoi coetanei.
Nella stagione 2016 completa il suo processo di maturazione, che lo porta a corroborare l'ottima fase offensiva, che già possedeva, con un'altrettanto buona fase difensiva da fondo campo, conseguendo ottimi risultati al Roland Garros.
Importanti novità nel suo bagaglio tecnico verranno apportate grazie alla collaborazione con Nicolás Massú. Oltre ad aumentare la potenza e l'incisività del servizio, l'austriaco inizia a giocare con regolarità variazioni di gioco quali slice, smorzate e discese a rete. Con queste modifiche in ambito tecnico/tattico, Thiem si distaccherà definitivamente dallo stereotipo del tennista da terra battuta, iniziando a ottenere notevoli risultati anche sul cemento (vittoria a Indian Wells 2019 e US Open 2020, finale alle ATP Finals 2019 e 2020).

## Sponsor ed equipaggiamento
Sin da quando Thiem è un professionista è stata la Adidas a curarne l'outfit. La Babolat è invece la ditta che gli fornisce l'equipaggiamento tecnico necessario per giocare, anche se in un primo momento il tennista era testimonial della Head. Attualmente Thiem utilizza il modello Babolat Pure Strike. Il tennista è sponsorizzato anche dalla Bank of Austria e in occasione del Roland Garros 2017 ha reso nota la sua collaborazione anche con la casa automobilistica KIA.

## Vita privata
È figlio di Wolfgang e Karin Thiem.
Nato e cresciuto a Kitzbuhel. Dal 2017 al 2019 è stato legato sentimentalmente alla tennista francese Kristina Mladenovic.

## Statistiche

### Finali del Grande Slam

#### Singolare

##### Vittorie (1)
| N. | Data              | Torneo            | Superficie | Avversari in finale | Punteggio                  |
| 1. | 13 settembre 2020 | US Open, New York | Cemento    | Alexander Zverev    | 2–6, 4–6, 6–4, 6–3, 7–6(6) |

##### Sconfitte (3)
| N. | Data            | Torneo                      | Superficie  | Avversari in finale | Punteggio               |
| 1. | 10 giugno 2018  | Open di Francia, Parigi     | Terra rossa | Rafael Nadal        | 4–6, 3–6, 2–6           |
| 2. | 9 giugno 2019   | Open di Francia, Parigi (2) | Terra rossa | Rafael Nadal        | 3–6, 7–5, 1–6, 1–6      |
| 3. | 2 febbraio 2020 | Australian Open, Melbourne  | Cemento     | Novak Đoković       | 4–6, 6–4, 6–2, 3–6, 4–6 |

### Risultati in progressione nei tornei del Grande Slam
| V | F | SF | QF | #T | RR | Q# | A | ND |

(V) Torneo vinto; raggiunto (F) finale, (SF) semifinale, (QF) quarti di finale, (#T) turni 4, 3, 2, 1; (RR) round - robin; (Q#) Turno di qualificazione; (A) assente dal torneo; (ND) torneo non disputato.
| Torneo             | Torneo             | 2014 | 2015 | 2016 | 2017 | 2018 | 2019 | 2020 | 2021 | 2022 | 2023 | 2024 | Titoli | V-S   |
| Grande Slam        |                    |      |      |      |      |      |      |      |      |      |      |      |        |       |
| Australian Open    | Australian Open    | 2T   | 1T   | 3T   | 4T   | 4T   | 2T   | F    | 4T   | A    | 1T   | 1T   | 0 / 10 | 19–10 |
| Roland Garros      | Roland Garros      | 2T   | 2T   | SF   | SF   | F    | F    | QF   | 1T   | 1T   | 1T   | Q2   | 0 / 10 | 28–10 |
| Wimbledon          | Wimbledon          | 1T   | 2T   | 2T   | 4T   | 1T   | 1T   | ND   | A    | A    | 1T   | A    | 0 / 7  | 5–7   |
| US Open            | US Open            | 4T   | 3T   | 4T   | 4T   | QF   | 1T   | V    | A    | 1T   | 2T   | 1T   | 1 / 10 | 23–9  |
| Titoli             | Titoli             | 0    | 0    | 0    | 0    | 0    | 0    | 1    | 0    | 0    | 0    | 0    | 1 / 37 | N/A   |
| Vittorie-Sconfitte | Vittorie-Sconfitte | 5–4  | 4–4  | 11–4 | 14–4 | 13–4 | 7–4  | 17–2 | 3–2  | 0–2  | 1–4  | 0–2  | N/A    | 75–36 |